# Фролов, Дмитрий Владимирович (филолог)
Дми́трий Влади́мирович Фроло́в (14 сентября 1946, Москва, СССР) — советский и российский арабист, специалист по истории арабской литературы, корановедению.
Доктор филологических наук (1995), профессор, член-корреспондент РАН (2011), заведующий кафедрой арабской филологии Института Стран Азии и Африки при МГУ (2002).

## Биография
В 1964 году поступил и в 1970 году с отличием окончил Институт стран Азии и Африки МГУ по специальности «арабский язык и литература».
В 1980 году защитил диссертацию на соискание степени кандидата филологических наук на тему «Теория предлогов в традиционной арабской грамматике». В 1992 году защитил диссертацию на соискание степени доктора филологических наук на тему «Классический арабский стих. История и теория аруда» — первое в отечественной науке исследование системы арабского стиха.
С 2002 года заведующий кафедрой арабской филологии Института Стран Азии и Африки при МГУ.
С 22 декабря 2011 года член-корреспондент РАН (Отделение историко-филологических наук).
Является членом Учёного совета МГУ, Учёного совета ИСАА, Ассоциации ближневосточных исследований Северной Америки и Общества иудео-арабских исследований, членом редколлегии журналов «Вестник Московского университета. Серия 13. Востоковедение», «Восточная коллекция» и «Вестник Православного Свято-Тихоновского гуманитарного университета: Серия 3: Филология», членом правления Европейской ассоциации арабистов и исламоведов, председателем диссертационного совета в ИСАА по восточным литературам и культурологии, членом диссертационного совета по восточному языкознанию (ИСАА) и по восточным литературам (Институт Востоковедения РАН).

## Научная деятельность
Исследования по арабскому стиху являются фундаментальным вкладом в сравнительное стиховедение; работы по корановедению (изучение Корана как литературного и религиозного памятника) легли в основу созданной им научной школы.
Помимо трудов по арабистике, имеет работы по библеистике и иудаике, переводы памятников средневековой арабоязычной еврейской мысли, а также по творчеству О. Э. Мандельштама.

## Педагогическая деятельность
Читает в МГУ курсы «Общее языкознание: фонология, морфология, синтаксис, лексикология», «История лингвистических учений Востока», «Введение в арабскую филологию», «Ислам», «История мусульманской экзегетики», «Проблемы изучения композиции Корана», «История средневековой еврейской философии».

## Награды
- В марте 2014 года был награждён Духовным Управлением мусульман Москвы «за вклад в духовно-просветительскую деятельность мусульман нашего общества и за укрепление мира и согласия в многоконфессиональном и многонациональном обществе»[2].
- Лауреат премии имени М. В. Ломоносова МГУ (2015) за цикл работ по корановедению «Комментарий к Корану. Тридцатый джуз’»[3][1].
- Почётная грамота Президента Российской Федерации (5 февраля 2024 года) — за заслуги в развитии отечественной науки, многолетнюю плодотворную деятельность и в связи с 300-летием со дня основания Российской академии наук[4].

## Книги
- Комментарий к Корану. Тридцатый джуз'. Том 1. Суры 78-87 (2011, ISBN 978-5-7873-0653-8)
- Комментарий к Корану. Тридцатый джуз'. Том 2. Суры 88—97 (2013, ISBN 978-5-905971-61-7)
- Сборник пособий по исламоведению и корановедению (Аганина Г. Р., Гайнутдинова А. Р., Мейер М. С., Фролов Д. В., 2012, ISBN 978-5-7873-0660-6)
- Джалал ад-Дин ас-Суйути. Совершенство в коранических науках. Выпуск шестой. Учение стилистике Корана (1). (Фролов Д. В., Басати З. Б., Пак В. М., Баранова Д. Н., 2011, ISBN 978-5-7873-0585-2)
- Ибн Исхак — Ибн Хишам. Жизнеописание Пророка. Великая битва при Бадре (Фролов Д. В., Куделин А. Б., Налич М. С., 2009, ISBN 978-5-91299-058-8)
- О ранних стихах Осипа Мандельштама (2009, ISBN 978-5-9551-0345-7)
- Арабская филология: грамматика, стихосложение, корановедение (2006, ISBN 5-9551-0148-9)
- Джалал ад-Дин ас-Суйути. Совершенство в коранических науках. Выпуск пятый. Учение о неподражаемости и достоинствах Корана. (Фролов Д. В., Басати З. Б., Баранова Д. Н., Налич Т. С., Ыманбекова А. П., 2006, ISBN 5-478-00479-0)
- Джалал ад-Дин ас-Суйути. Совершенство в коранических науках. Выпуск четвёртый. Учение о понимании смыслов Корана. (Фролов Д. В., Басати З. Б., Воробьев Д., Гайнутдинова А. Р., Налич Т. С., 2005, ISBN 5-478-00160-0)
- Джалал ад-Дин ас-Суйути. Совершенство в коранических науках. Выпуск третий. Учение о своде Корана. (Фролов Д. В., Басати З. Б., Аганина Г. Р., Гимон Е. В., 2003, ISBN 5-8463-0088-X)
- Джалал ад-Дин ас-Суйути. Совершенство в коранических науках. Выпуск второй. Учение о ниспослании Корана. (Фролов Д. В., Басати З. Б., 2001, ISBN 5-8463-0097-9)
- Classical Arabic Verse: History and Theory of 'Arud (2000, ISBN 90-04-10932-3)
- Джалал ад-Дин ас-Суйути. Совершенство в коранических науках. Выпуск первый. Учение о толковании Корана. (2000, ISBN 5-89737-080-X)
- Классический арабский стих: история и теория аруда (1991, ISBN 5-02-016546-8)